# Polittico del Duomo di Camerino

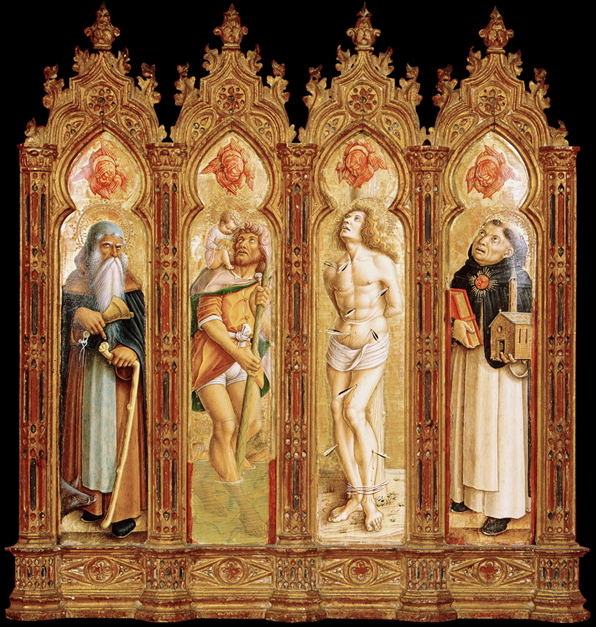
I quattro santi a Denver

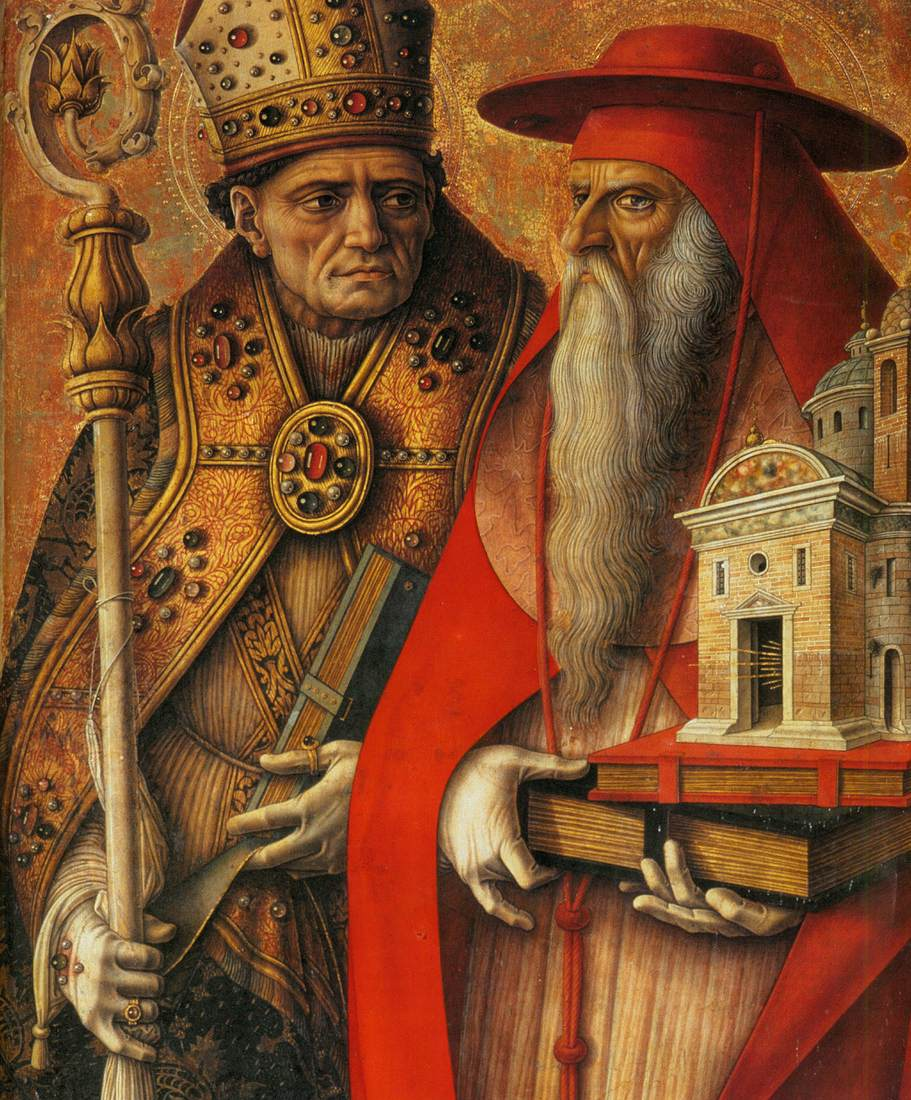
Dettaglio dei Santi Ansovino e Girolamo

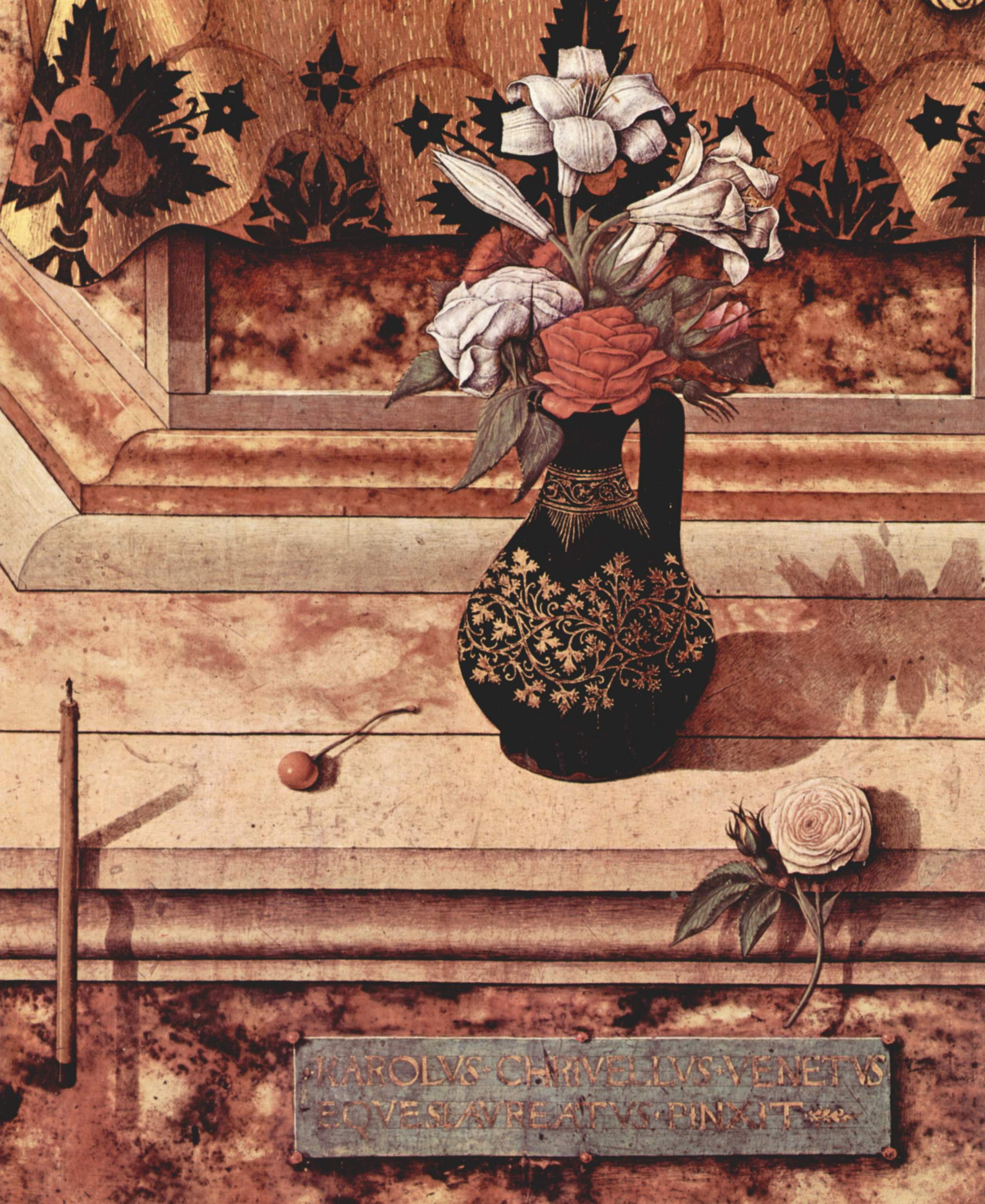
Dettaglio della Madonna della Candeletta

Il Polittico del Duomo di Camerino è un dipinto a tempera e oro su tavola (circa 340x442/474 cm) di Carlo Crivelli, databile al 1490 circa (dopo) e smembrato in vari musei. Il pannello centrale, noto come Madonna della Candeletta, è conservato nella Pinacoteca di Brera a Milano, mentre i due pannelli laterali con i Santi Pietro e Paolo e i Santi Agostino e Girolamo sono alle Gallerie dell'Accademia di Venezia.

## Storia
Il contratto di allogazione a Carlo Crivelli è datato 10 maggio 1488; in esso il pittore s'impegnava a realizzare per il cappellano Bartolomeo di Angelo Consuli un polittico, destinato all'altare maggiore della cattedrale di Camerino, dedicata a Santa Maria Maggiore, che doveva avere 10 piedi (3,4 metri) di larghezza per 13 o 14 piedi (4,7 metri) di altezza. La firma sulla pala centrale (KAROLUS CHRIVELLUS VENETUS EQUES AUREATUS PINXIT) mostra come l'artista appose con orgoglio il titolo di "eques aureatus", ovvero cavaliere, ottenuto nel 1490 da Ferdinando d'Aragona, quindi l'esecuzione è sicuramente successiva.
Sulle vicende storiche attraversate di tale complessa macchina d'altare poco si conosce. Tuttavia, una lettera indirizzata al Capitolo della cattedrale dal vescovo Berardo Bongiovanni in data 16 maggio 1548 - oggi conservata nell'Archivio diocesano di Camerino - porterebbe a concludere che la rimozione dall'altare maggiore avvenne già in quell'anno, nell'ambito del riarrangiamento funzionale e decorativo del presbiterio auspicato dal prelato.  Altri documenti conservati nell'archivio della Curia confermano che, nel XVIII secolo, l'opera non si trovava sull'altare maggiore; attestano, inoltre, che parti di essa erano verosimilmente state sistemate sulla controfacciata della chiesa. Quando la chiesa fu distrutta da terremoto del 1799 il dipinto, con molti altri della zona, venne ricoverato nella chiesa di San Domenico.
Qui i commissari napoleonici prelevarono l'opera per portarla al nascente museo di Brera, a Milano. Si sa che pervenne nel museo la parte centrale, la cosiddetta Madonna della Candeletta, i Santi Ansovino e Girolamo (pannello poi finito alle Gallerie dell'Accademia di Venezia) e la Crocifissione, inventariati rispettivamente coi numeri 713, 714 e 712. L'ultimo pannello è oggi ritenuto estraneo al polittico.
Il pannello sinistro coi Santi Pietro e Paolo era stato danneggiato maggiormente dal terremoto e, dopo essere stato ripescato dalle macerie della chiesa, fu restaurato dall'intagliatore Vincenzo Bigioli prima di essere ceduto a un nobile di San Severino che, nel 1843, lo fece pubblicare come opera di Niccolò Alunno. Fu Milziade Santoni, nel 1890, a riconoscere la tavola come opera di Crivelli pertinente al polittico del Duomo di Camerino e, su proposta di Giulio Cantalamessa, fu acquistata dallo Stato nel 1895 e destinata a Venezia, dove nel frattempo era già giunto, per scambio (1893), l'altro pannello laterale da Brera.
Sulla base di una serie di elementi tecnici, stilistici ed iconografici (a cominciare dalla presenza della piccola figura rossa di un angelo che compare in alto sui pannelli), sono state individuate numerose tavole tra quelle che componevano il polittico, e che sono ora disperse in molteplici musei in Europa e negli Stati Uniti. Si tratta di 12 tavolette con figure di santi che ornavano i pilieri della struttura architettonica, santi che dovevano essere cari alla tradizione ecclesiale ed alla devozione popolare. Tra i santi locali, oltre a sant'Ansovino, vescovo di Camerino, era presente il beato Ugolino Magalotti, anacoreta dei monti Sibillini (soggetto che taluni autori identificano invece con il beato Andrea Gallerani da Siena o anche Nicodemo).
Altre tavole che componevano la complessa macchina sono scomparse o andate distrutte: in particolare s'ignora quale soggetto (forse una Crocifissione o una Pietà) fosse raffigurato nel registro superiore; l'ipotesi che si potesse trattare della tavola con la Crocifissione a Brera non ha trovato conferme. Manca inoltre qualsiasi traccia di una predella.

## Descrizione e stile
Il Polittico del Duomo di Camerino ha una forma di transizione: ancora polittico con le figure divise negli scomparti, mostra però una connessione spaziale tra i vari pannelli. Probabilmente furono gli stessi committenti a richiedere una struttura arcaica, poiché l'artista, in quegli stessi anni, andava aderendo a moduli più spiccatamente rinascimentali derivati dall'esempio di Andrea Mantegna, Luca Signorelli e altri artisti attivi in regione o nelle zone limitrofe (compreso Giovanni Bellini, dal quale però non trasse che spunti superficiali), come ad esempio nella Pala di San Pietro di Muralto (1488-1489 circa).
In quegli anni Crivelli si trovava all'apice della sua fortuna nelle Marche, avendo consolidato un linguaggio pittorico che, pur attingendo alle novità rinascimentali ed al virtuosismo coloristico che si erano dispiegati tra Venezia e Padova, indugiava nel compiacere i gusti tardo gotici dei committenti affezionati agli ori rutilanti dei dipinti, alla raffinatezza dei tessuti indossati dai personaggi e ai dettagli presi a prestito dalle diverse arti suntuarie.
I pannelli noti del polittico sono:
- Madonna della Candeletta, 218x75 cm, Milano, Pinacoteca di Brera
- Santi Pietro e Paolo, 217x47 cm (perduta la metà sinistra), Milano, Pinacoteca di Brera (deposito a lungo termine da Venezia, Gallerie dell'Accademia)
- Santi Ansovino e Girolamo, 187x71 cm (non originale il gradino inferiore), Milano, Pinacoteca di Brera (deposito a lungo termine da Venezia, Gallerie dell'Accademia)
- Sant'Agostino, 51x15 cm, Avignone, Musée du Petit Palais
- San Nicola, 51x15 cm, Avignone, Musée du Petit Palais
- Santa Caterina da Siena, 51x15 cm, Avignone, Musée du Petit Palais
- Santa Lucia, 51x15 cm, Avignone, Musée du Petit Palais
- Sant'Antonio Abate, 51x15 cm, Denver, Art Museum
- San Cristoforo, 51x15 cm, Denver, Art Museum
- San Sebastiano, 51x15 cm, Denver, Art Museum
- San Tommaso d'Aquino, 51x15 cm, Denver, Art Museum
- Santa Caterina di Alessandria, 48x13 cm, Firenze, Museo Stibbert
- San Domenico, 48x13 cm, Firenze, Museo Stibbert
- San Francesco che riceve le stigmate, 51x15 cm, Portland, Art Museum
- Beato Ugolino Magalotti da Fiegni (?), 51x15 cm, Portland, Art Museum

Di grande suggestione è il pannello, firmato dall'autore, presente a Brera, raffigurante la Madonna assisa su un sedile di marmi screziati, appoggiata ad uno schienale in tessuto e circondata da sontuose ghirlande di frutta. Tali festoni decorativi richiamano, in questo dipinto, il pergolato di foglie, fiori e frutta della Madonna della Vittoria del Mantegna, opera successiva (1496); essi sono espressi tuttavia, qui come in tutte le opere del Crivelli, in forme quasi abnormi e ossessive che costituiscono il noto motivo-firma del pittore. Sotto le ghirlande, l'immagine della Vergine, elegantemente vestita e con in capo una corona,  appare in forma statuaria, con il perfetto ovale del suo viso che non tradisce emozioni; ad essa si contrappone la figura sgambettante del Bambino dallo sguardo malinconico alle prese con una pera, strappata forse alla vicina ghirlanda.
(AA.VV., La storia dell'arte, Vol. 6, op., cit., p. 640)
Nel pannello laterale di sinistra sono raffigurati i santi Pietro e Paolo impegnati in una sacra conversazione (con la figura di Pietro che è perduta per circa metà della sua superficie pittorica); in quello di destra trovano posto l'elegante immagine di Sant'Ansovino (già vescovo di Camerino nel IX secolo e patrono della città) e la severa figura di San Girolamo ricoperta da un ampio mantello rosso, con in mano il modello della chiesa e con ai piedi un leone che pare uscito da una insegna araldica. Sul significato simbolico della scelta nei due pannelli laterali maggiori della duplice coppia di santi, si è osservato che mentre Pietro e Paolo simboleggiano la gerarchia ecclesiastica istituzionalizzata, Ansovino vescovo e Girolamo rappresentano la dottrina della chiesa cui affidarsi nella gestione delle questioni pastorali; si tratta dunque di temi iconografici pertinenti alla collocazione dell'opera nel duomo della città.
Nei santi nei pilastrini si riscontra talvolta una mano più debole, dovuta ad aiuti di bottega. I quattro a Denver, oggi montati in una cornice comune, provengono dalla collezione Guggenheim di New York. Quelli ad Avignone fanno parte della collezione Campana del Louvre, dove entrarono nel 1876; prima di riunire tale collezione al Petit Palais vennero esposti in deposito al Musée des Beaux Arts di Lilla, dal 1872. I due santi di Portland fanno parte della collezione Kress. Quelli fiorentini vennero acquistati da Frederick Stibbert dall'antiquario Augusto Riblet nel 1883, ed hanno misure leggermente inferiori rispetti alle altre tavolette della serie, ma per forma e stile sono ad essa riconducibili, imputando la dirreneza ad irregolarità della cornice.

## Possibile ricostruzione
|  |
|  |
|  |
|  |
|  |
|  |

|  |
|  |
|  |
|  |
|  |
|  |